# Dicaelotus chinensis
Dicaelotus chinensis là một loài tò vò trong họ Ichneumonidae.